# هيروكي ميزوهارا
هيروكي ميزوهارا (باليابانية: 水原 大樹) (15 يناير 1975 في هيغوري في اليابان – )؛ هو لاعب كرة قدم ياباني سابق كان يلعب كحارس مرمى.

## وصلات خارجية
- هيروكي ميزوهارا على موقع رابطة كرة القدم اليابانية للمحترفين (اليابانية)
- هيروكي ميزوهارا على موقع قاعدة بيانات كرة القدم.إي يو (الإنجليزية)
- هيروكي ميزوهارا على موقع Soccerway.com (الإنجليزية)
- هيروكي ميزوهارا على موقع عالم كرة القدم.نت (الإنجليزية)